# Dystrykt Brczko

Mapa

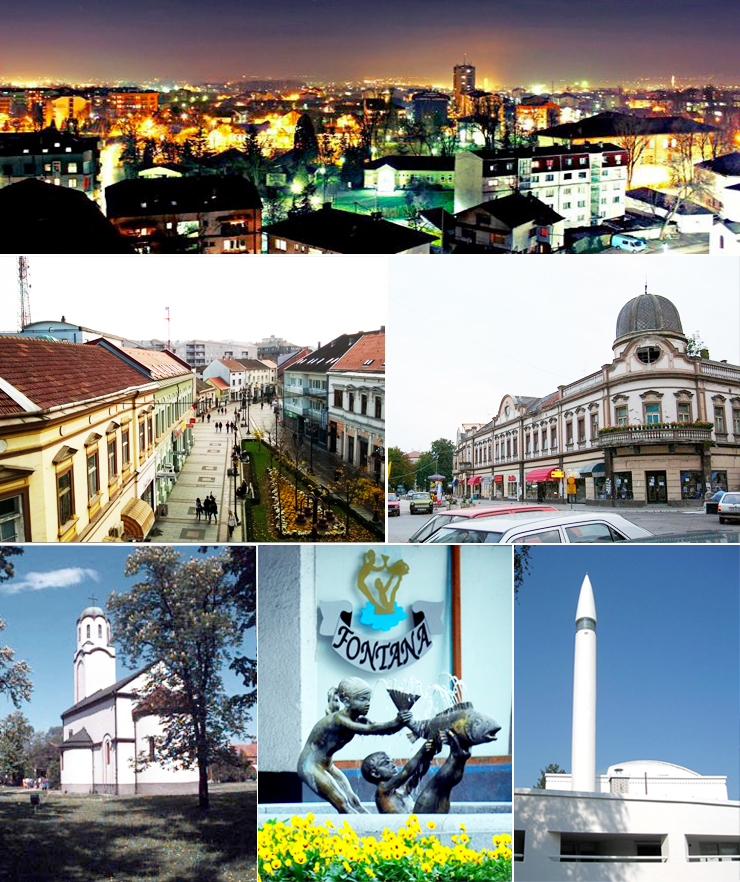
Brčko

Dystrykt Brczko – samorządna jednostka administracyjna Bośni i Hercegowiny. Zlokalizowany w północno-wschodniej części kraju, w Bośni (krainie historyczno-geograficznej), nad rzeką Sawą. Siedziba jego władz mieści się w mieście Brczko.
Oficjalnie kondominium Federacji Bośni i Hercegowiny oraz Republiki Serbskiej (nie mylić z Republiką Serbii). Został utworzony w 1999 roku, aby odzwierciedlić wieloetniczny charakter miasta Brczko i okolicznych obszarów oraz ich szczególny status w nowo niepodległej Bośni i Hercegowinie. W rzeczywistości funkcjonuje jako samorządne terytorium podobnie jak inne gminy w kraju.
Posiada własne władze: ustawodawczą – Zgromadzenie (Skupština, Скупштина) na czele z Przewodniczącym oraz wykonawczą na czele z burmistrzem, wybieranym przez Zgromadzenie, a ich działalność nadzoruje międzynarodowy Zarządca.

## Historia

Granice Dayton przed utworzeniem dystryktu Brcko

Dystrykt Brczko został utworzony w wyniku procesu arbitrażowego podjętego przez Wysokiego Przedstawiciela dla Bośni i Hercegowiny. Zgodnie z układem w Dayton, proces ten mógł jednak arbitrażować tylko sporną część linii granicznej między jednostkami (IEBL). Dystrykt Brczko został utworzony z całego terytorium dawnej gminy Brczko, z czego 48% (w tym miasto Brczko ) znajdowało się w nowo utworzonej Republice Serbskiej, a 52% w Federacji Bośni i Hercegowiny.
Brčko był jedynym elementem porozumienia pokojowego z Dayton, który nie został sfinalizowany. Umowa arbitrażowa została później sfinalizowana w marcu 1999 r., w wyniku czego powstał dystrykt, który miał być administrowany przez międzynarodowego nadzorcę. Od 2006 roku rolę nadzorcy przejął Wysoki Przedstawiciel.
Pierwszy przedstawiciel OBWE w okręgu Brczko przybył w czerwcu 1996 r. Przed tą datą Organizacja Bezpieczeństwa i Współpracy w Europie (OBWE) miała skromne przedstawicielstwo, początkowo kierowane przez Randolpha Hamptona. W międzyczasie, zanim dystrykt Brczko mógł być reprezentowany zgodnie z ustaleniami postarbitrażowymi, odbyły się wybory lokalne i przekazano pakiety pomocy humanitarnej, przy współpracy agencji USAID i ECHO. Okręg ten był znany jako ośrodek różnych międzynarodowych programów odbudowy Bośni i Hercegowiny, kierowanych głównie przez obce rządy, zwłaszcza Stany Zjednoczone.

## Granice
Brczko graniczy od południa i północnego zachodu z Federacją Bośni i Hercegowiny, od wschodu i zachodu z Republiką Serbską, od północy z Republiką Chorwacji i na północnym wschodzie z Republiką Serbii.

## Populacja
1971
Populacja wynosiła 74 771 mieszkańców, rozmieszczonych w następujący sposób:
- Boszniacy – 30 181 (40,36%)
- Chorwaci – 24 925 (33,33%)
- Serbowie – 1086 (1,45%)
- Jugosłowianie – 5 %
- Inni – 870 (1,18%)

Skład etniczny regionu Brczko w 1991:
- Boszniacy – 45%
- Chorwaci – 25%
- Serbowie – 21%
- Jugosłowianie – 6%
- inni – 3%

1997
Ludność na terenie powiatu wynosi 33 623 mieszkańców, w tym:
- Boszniacy – 10 569 (31,39%)
- Chorwaci – 2650 (7,81%)
- Serbowie – 18 193 (52,09%)
- Jugosłowianie – 5 %
- Inne – 0,4%

Od 1991 roku nie było oficjalnego spisu ludności, więc niektóre z przedstawionych tutaj danych są jedynie szacunkami.

2006
Populacja powiatu została oszacowana na 78 863 osób, rozłożona w następujący sposób:
- Boszniacy – 32 332 (43,95%)
- Chorwaci – 7919 (11,50%)
- Serbowie – 38 618 (46,55%)

Obecny skład etniczny regionu Brczko:
- Boszniacy – 42%
- Serbowie – 35%
- Chorwaci – 21%
- inni – 2%

2013
- bośniacki – 35,381 (42,36%)
- Serbowie – 28 884 (34,58%)
- Chorwaci – 17 252 (20,66%)
- inne narodowości – 1899 (2,28%)

spis ludności z 1961 r

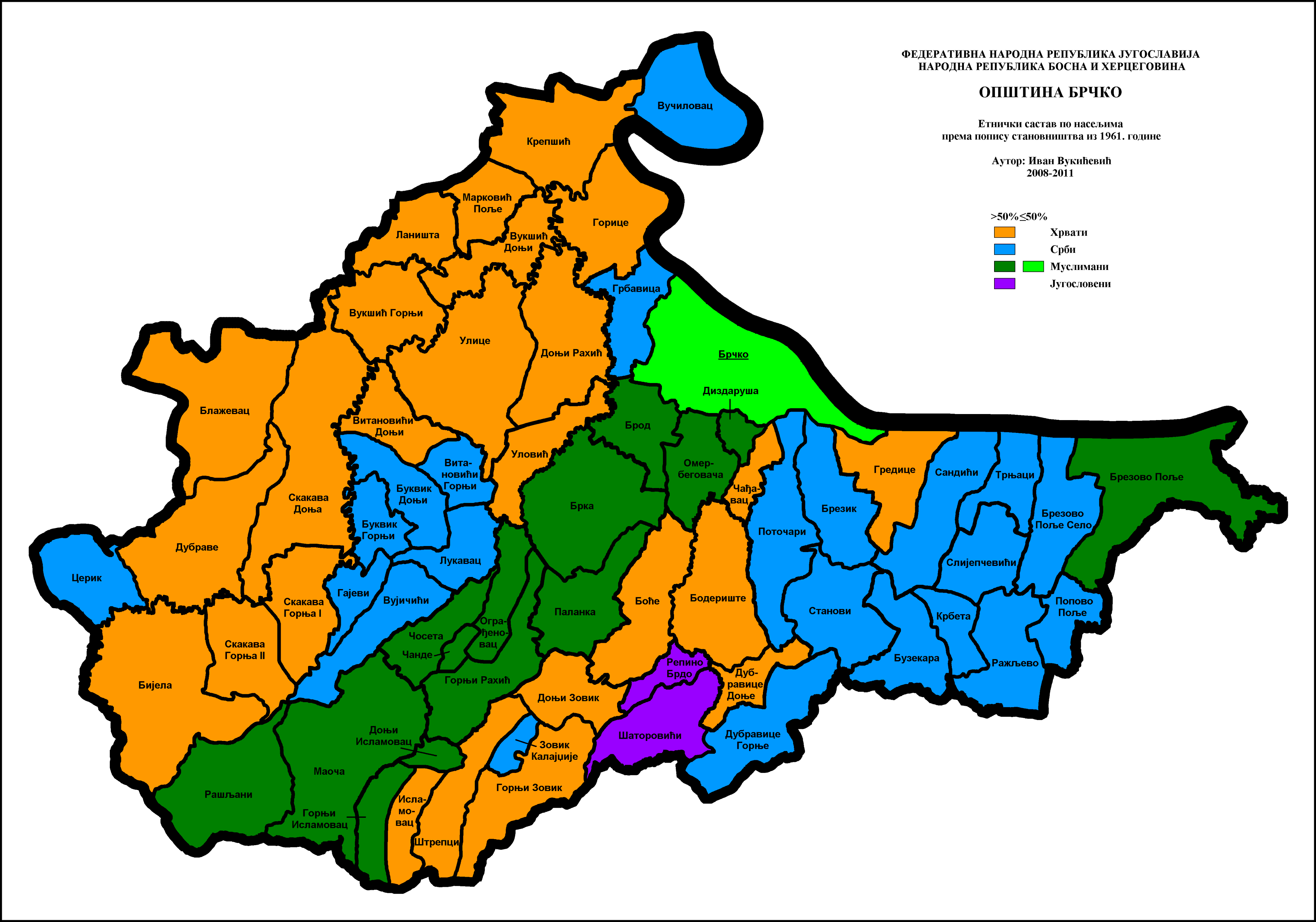
Struktura etniczna Brcko według osadnictwa 1961
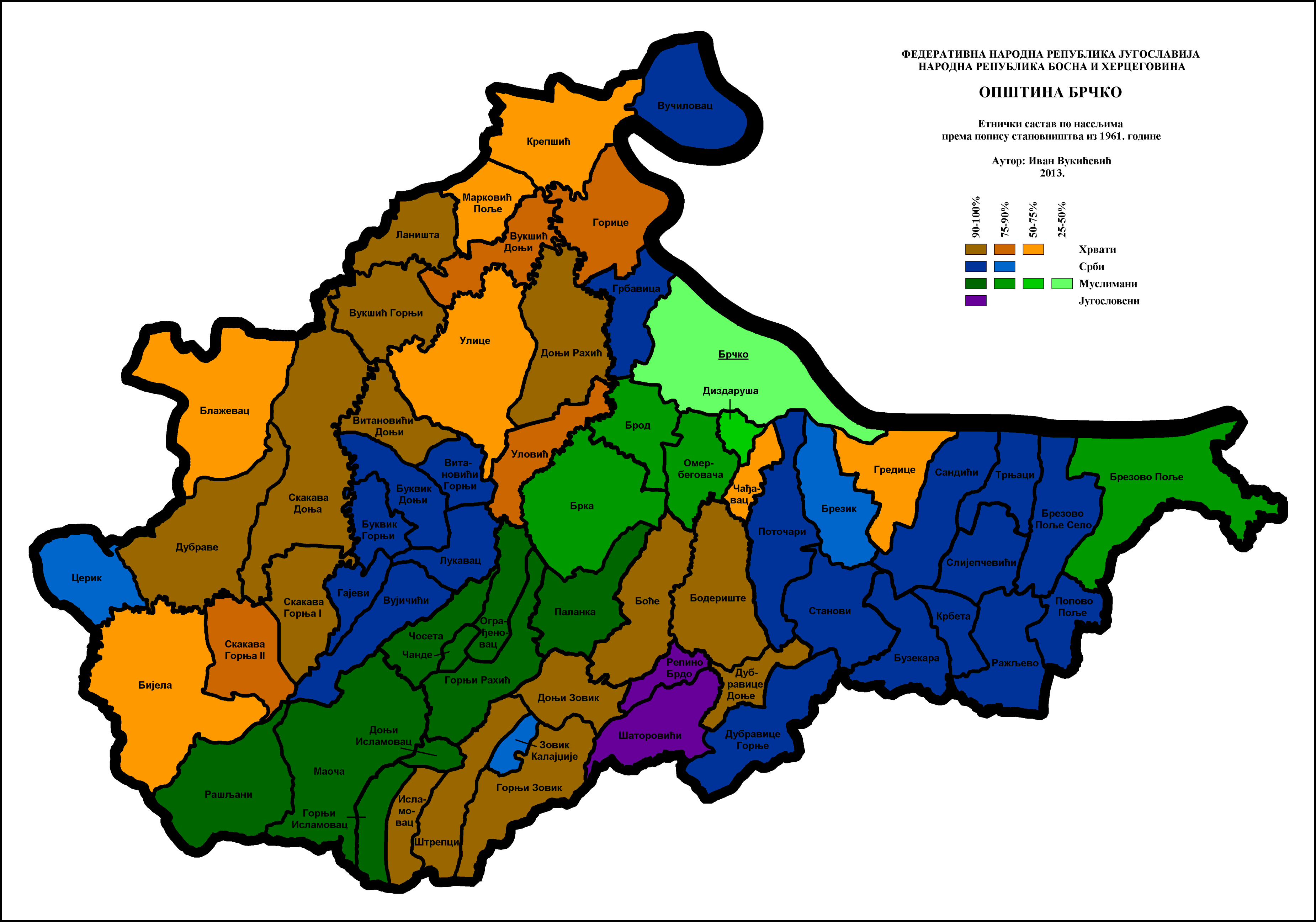
Struktura etniczna Brcko według osadnictwa 1961
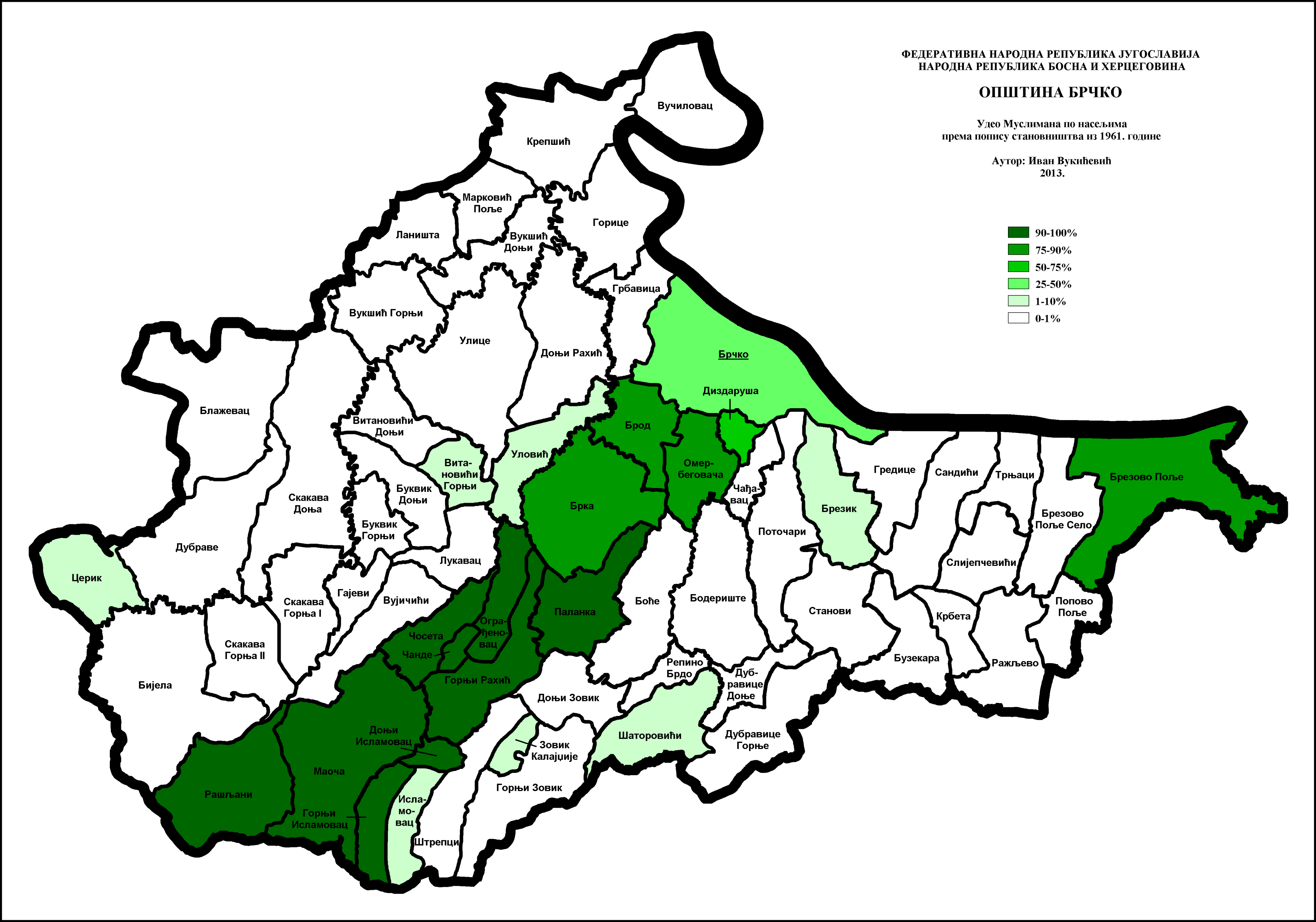
Odsetek Bośniaków w Brčku według osadnictwa 1961
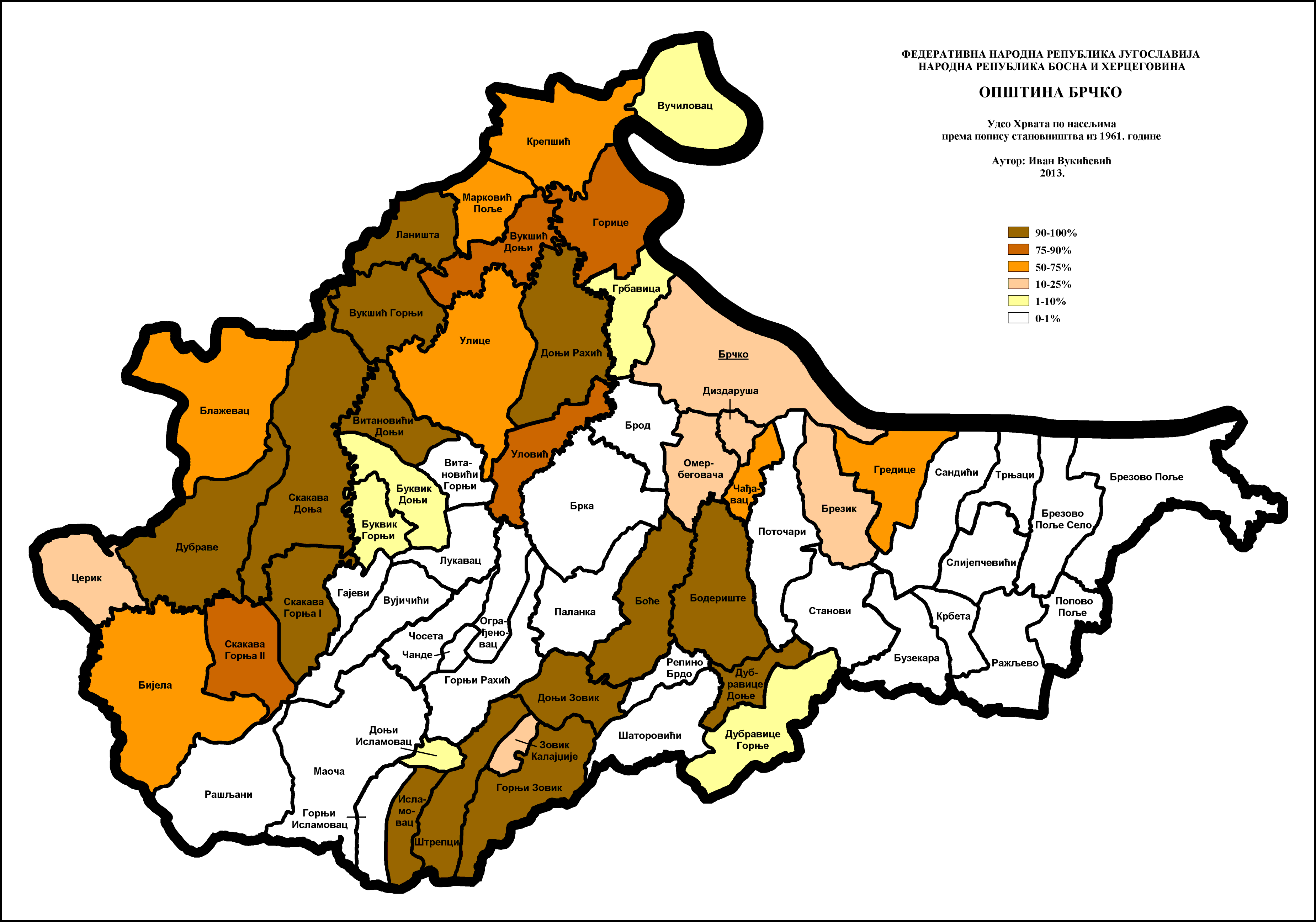
Proporcja Chorwatów w Brčku według osadnictwa 1961
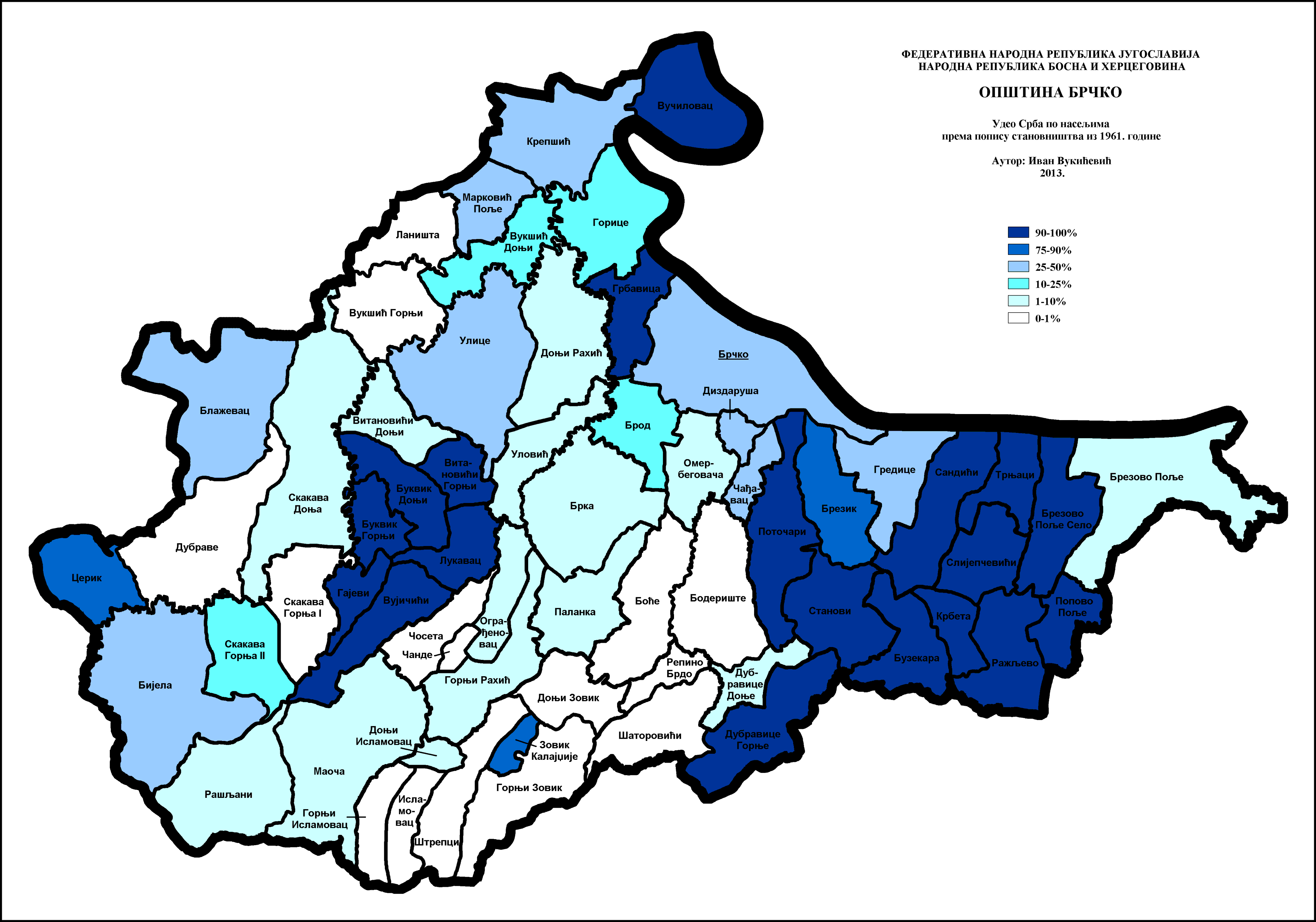
Odsetek Serbów w Brczku według osadnictwa 1961

spis ludności z 1971 r

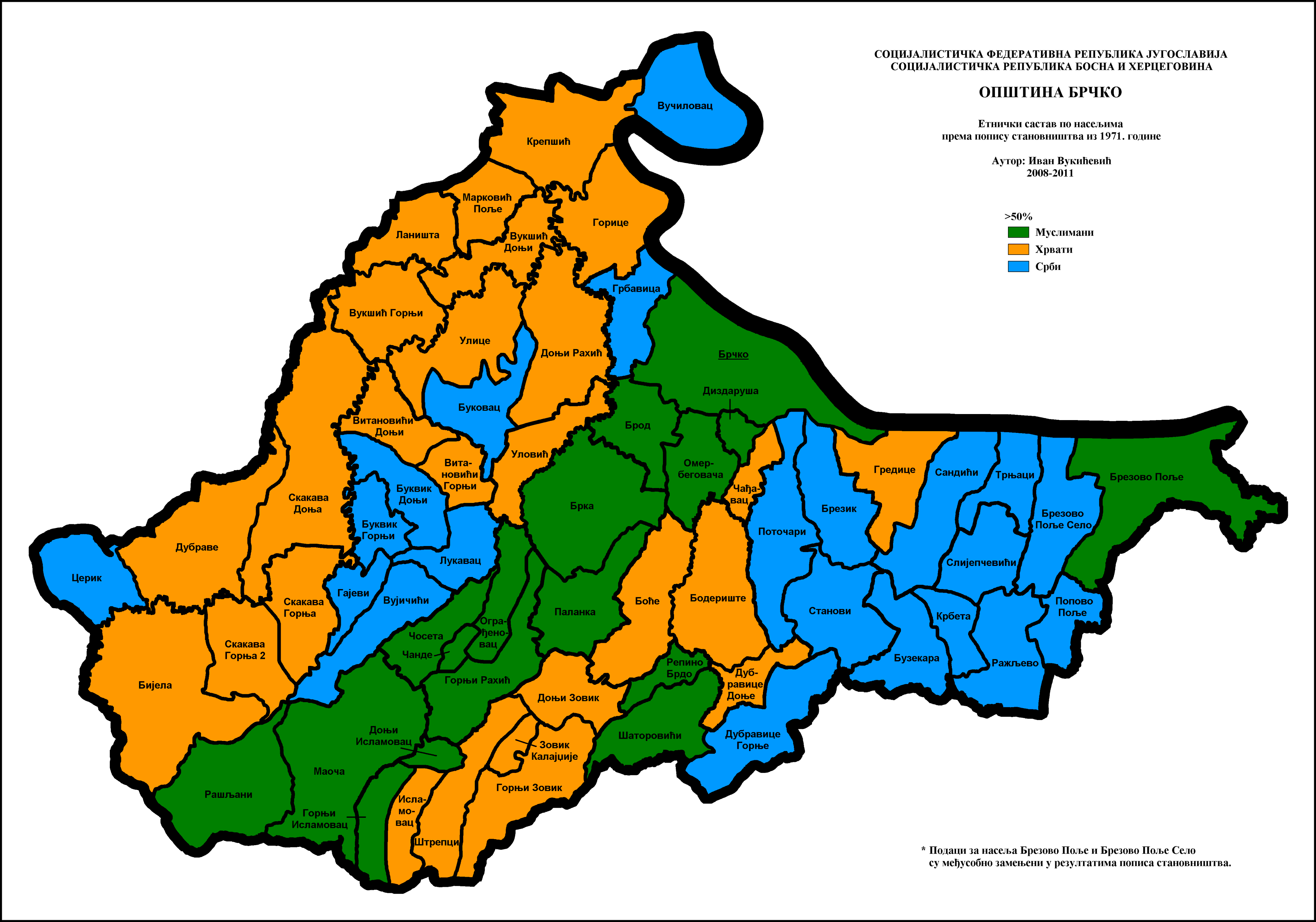
Struktura etniczna Brcko według osadnictwa 1971
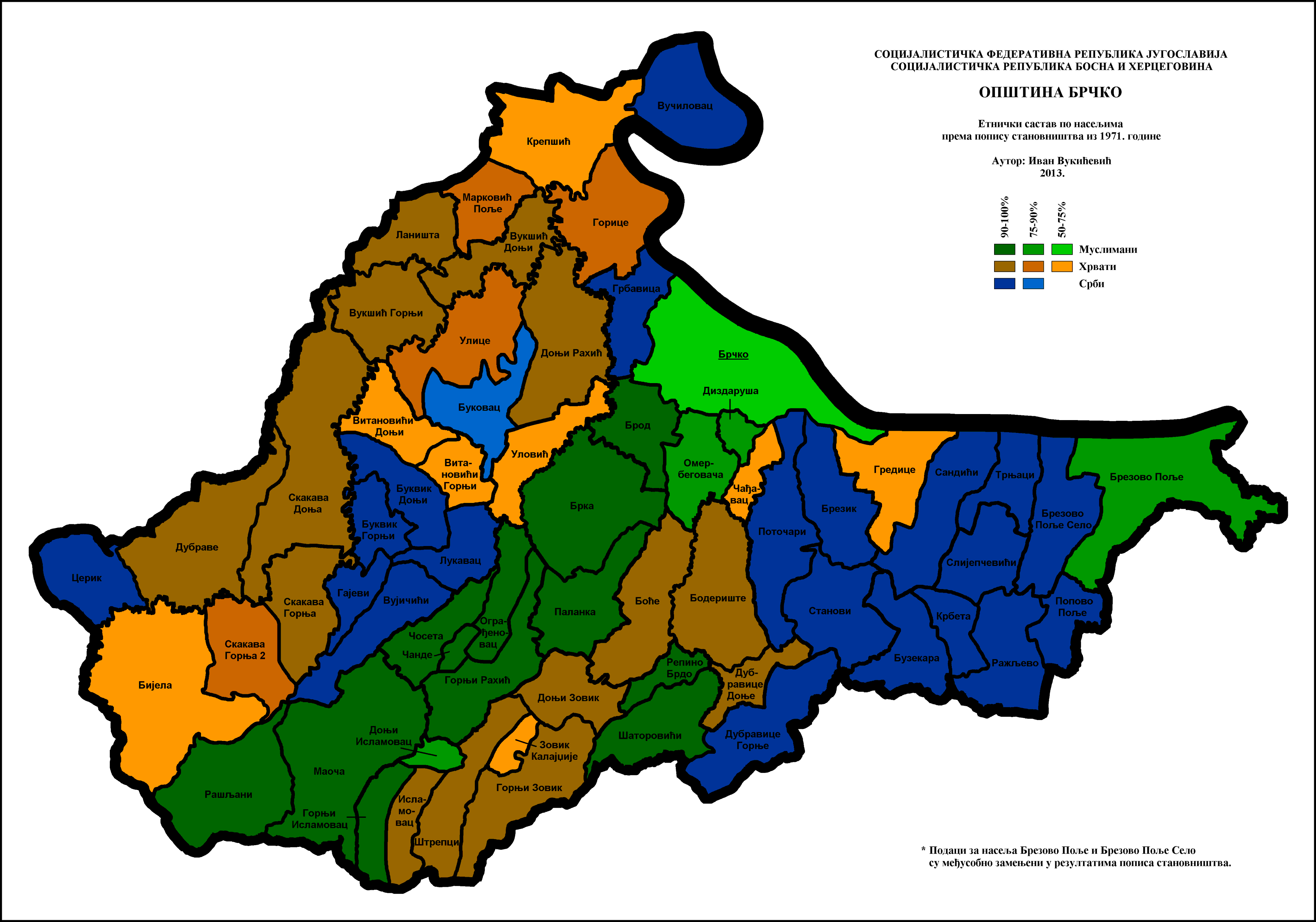
Struktura etniczna Brcko według osadnictwa 1971
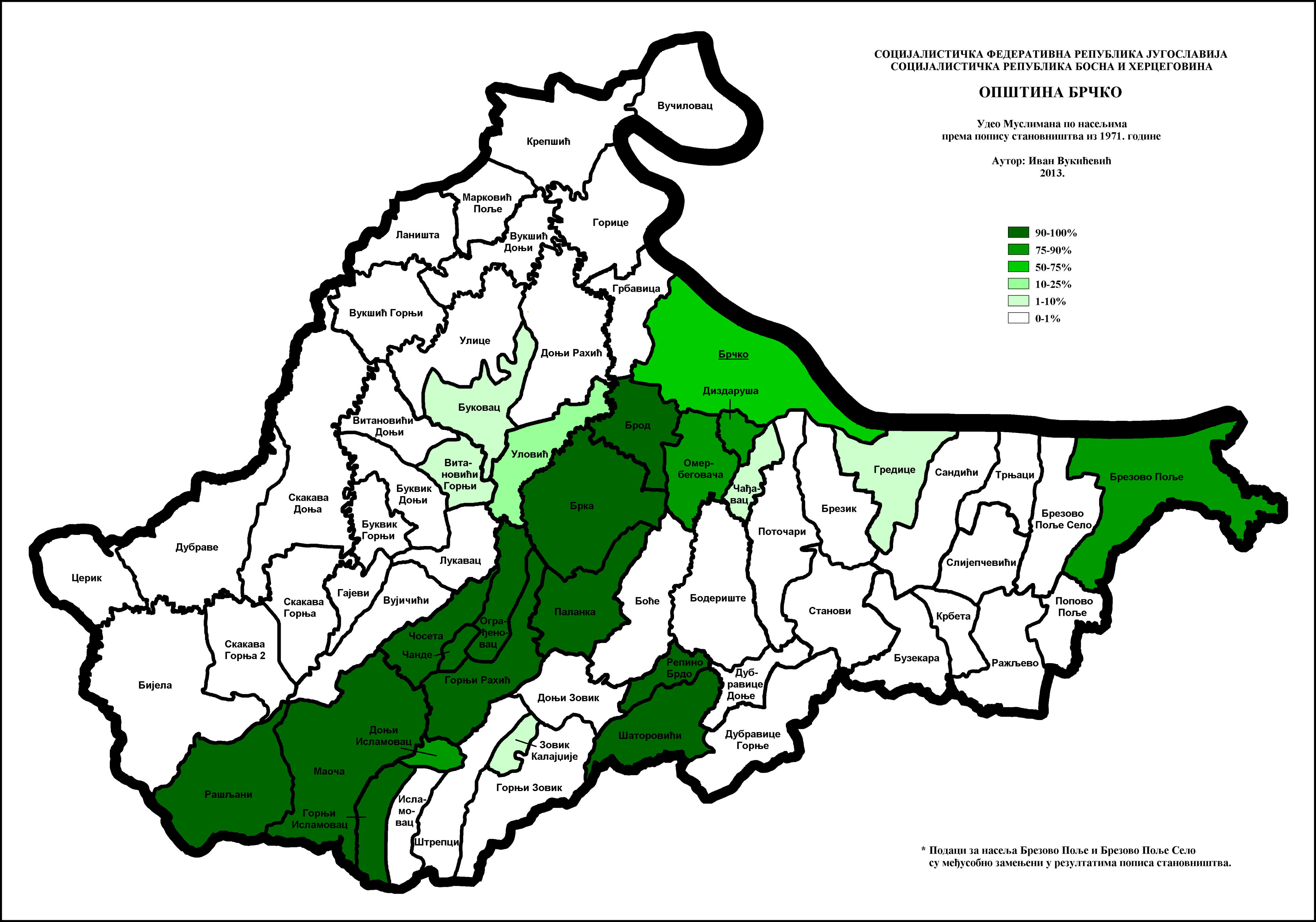
Odsetek Bośniaków w Brčku według osadnictwa 1971
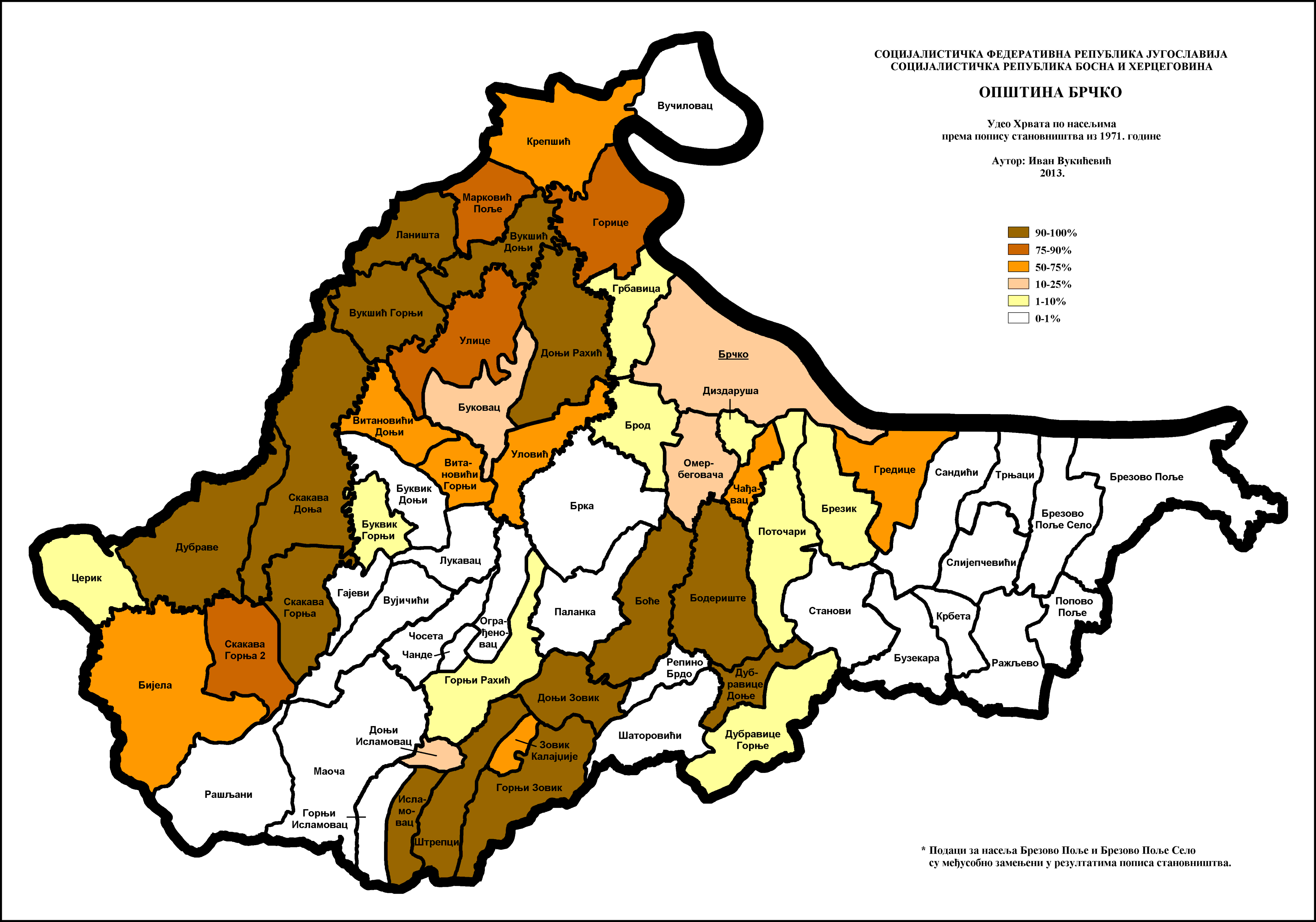
Proporcja Chorwatów w Brčku według osadnictwa 1971
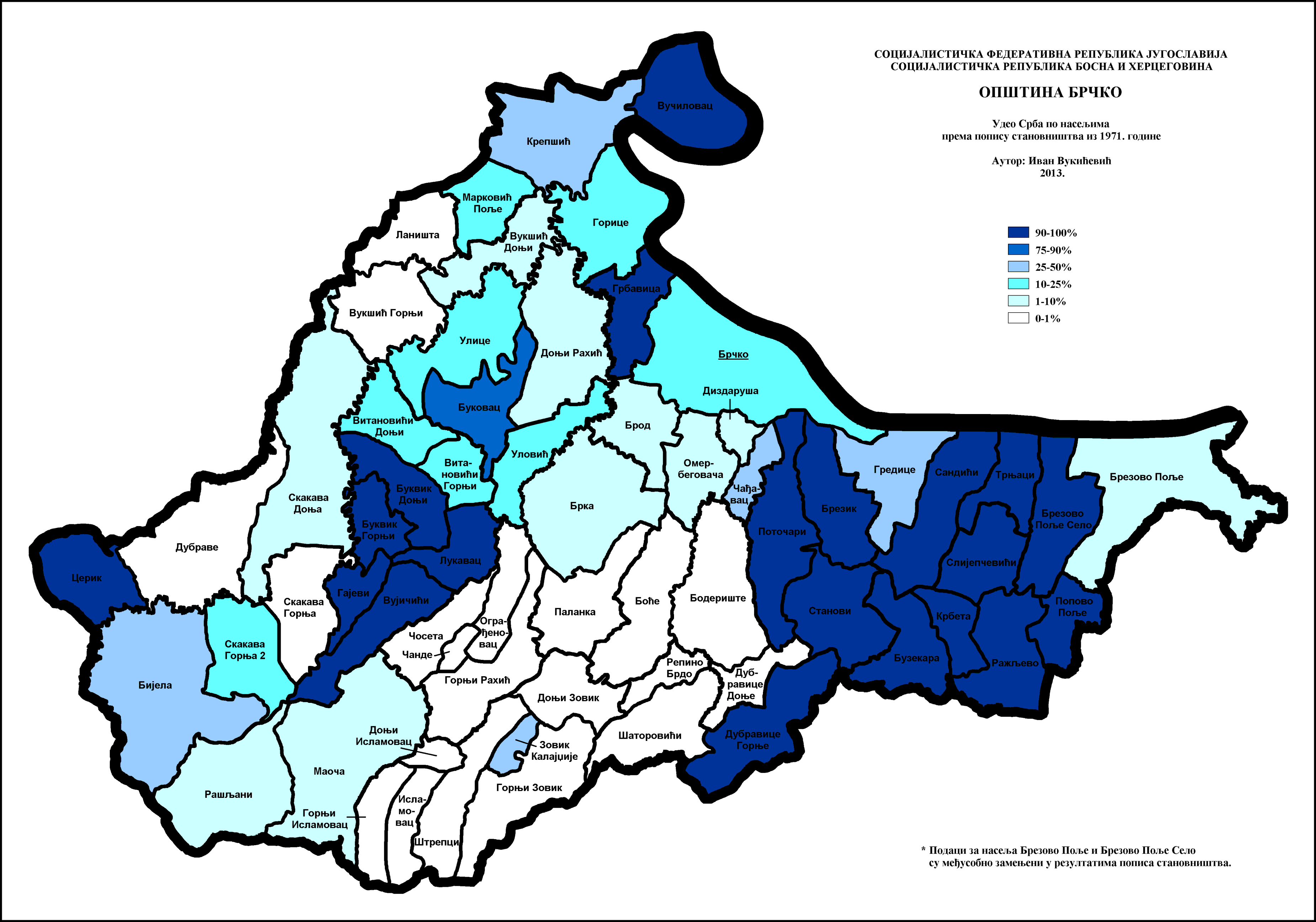
Odsetek Serbów w Brczku według osadnictwa 1971

spis ludności z 1981 r

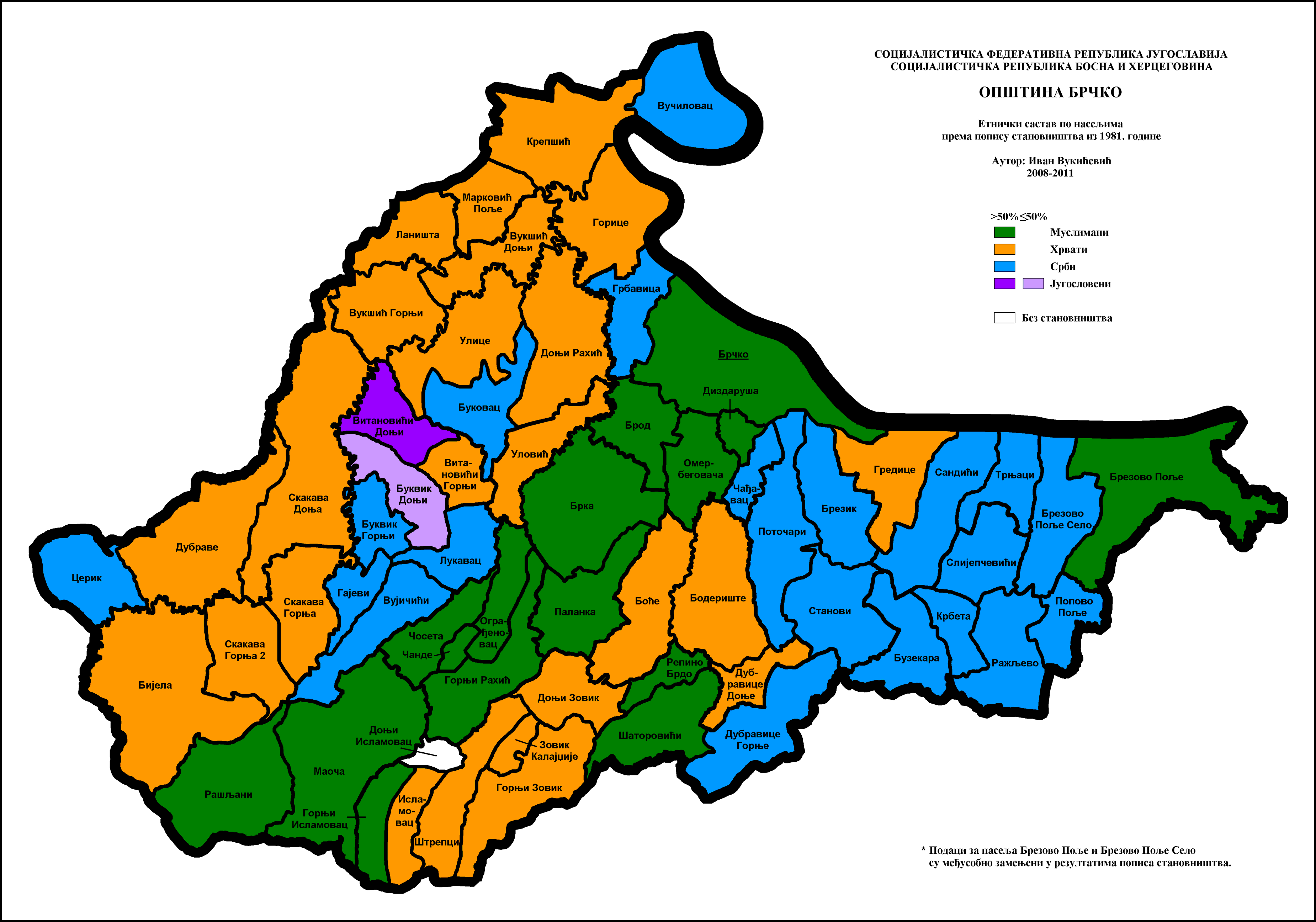
Struktura etniczna Brcko według osadnictwa 1981
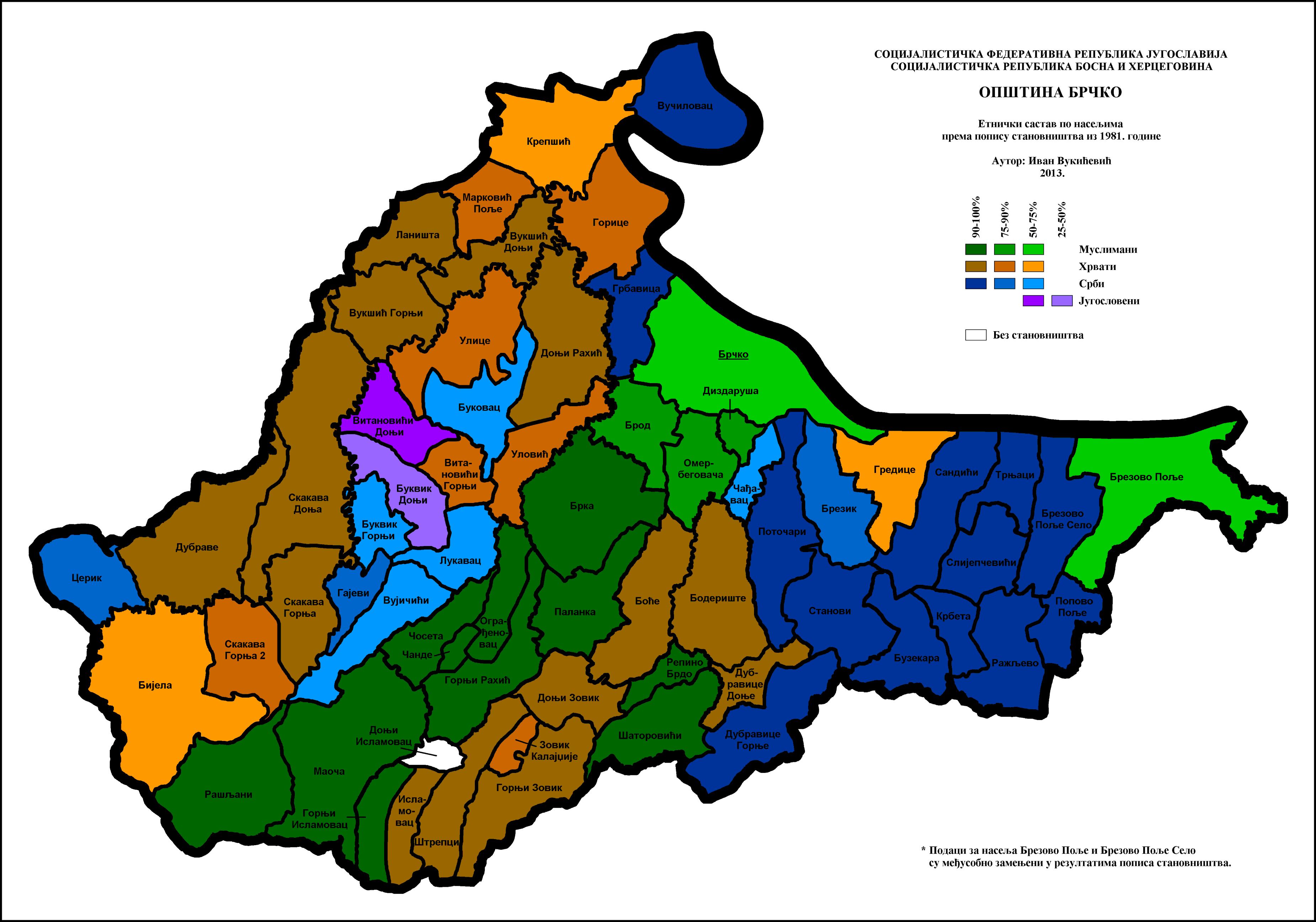
Struktura etniczna Brcko według osadnictwa 1981
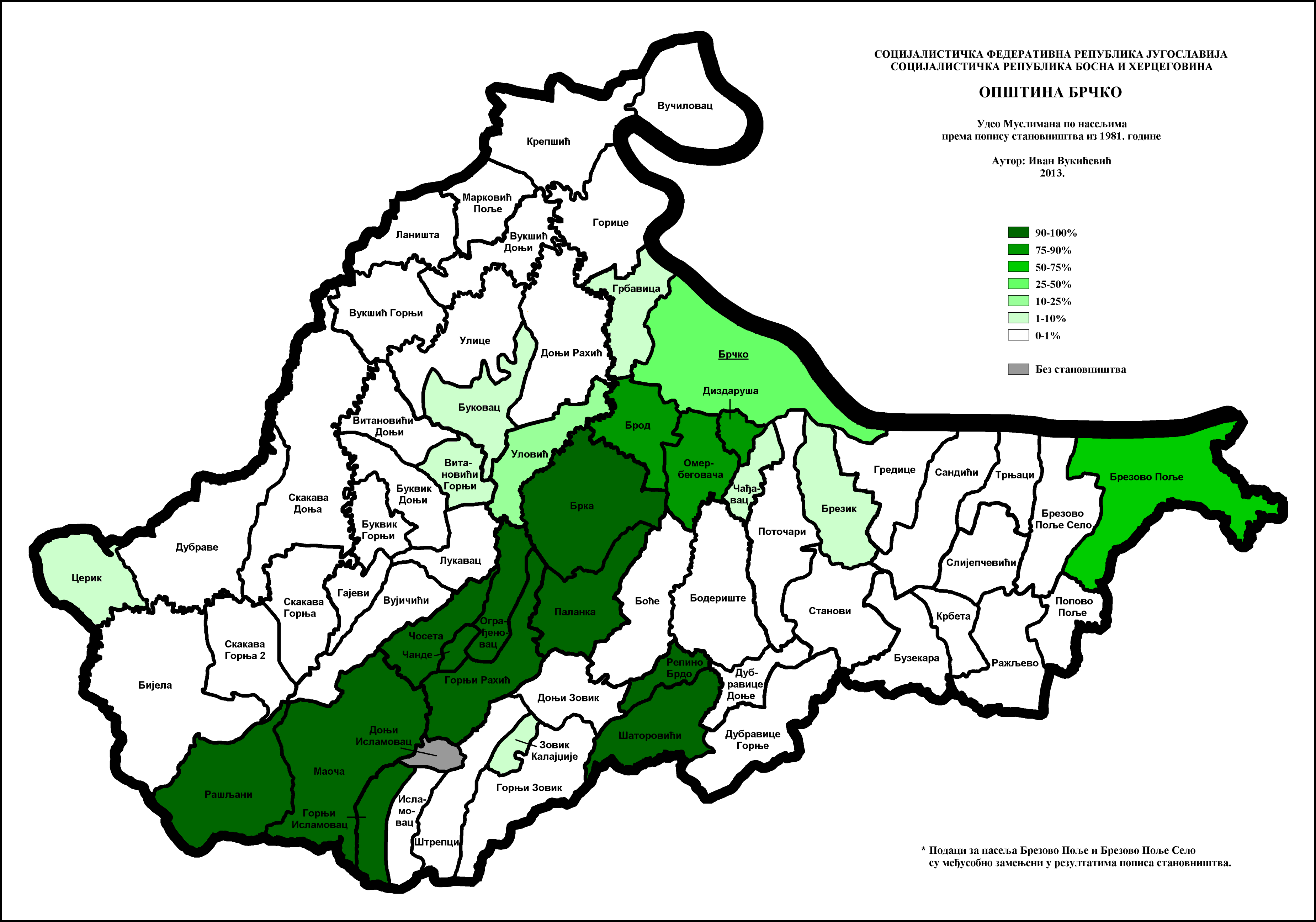
Odsetek Bośniaków w Brčku według osadnictwa 1981
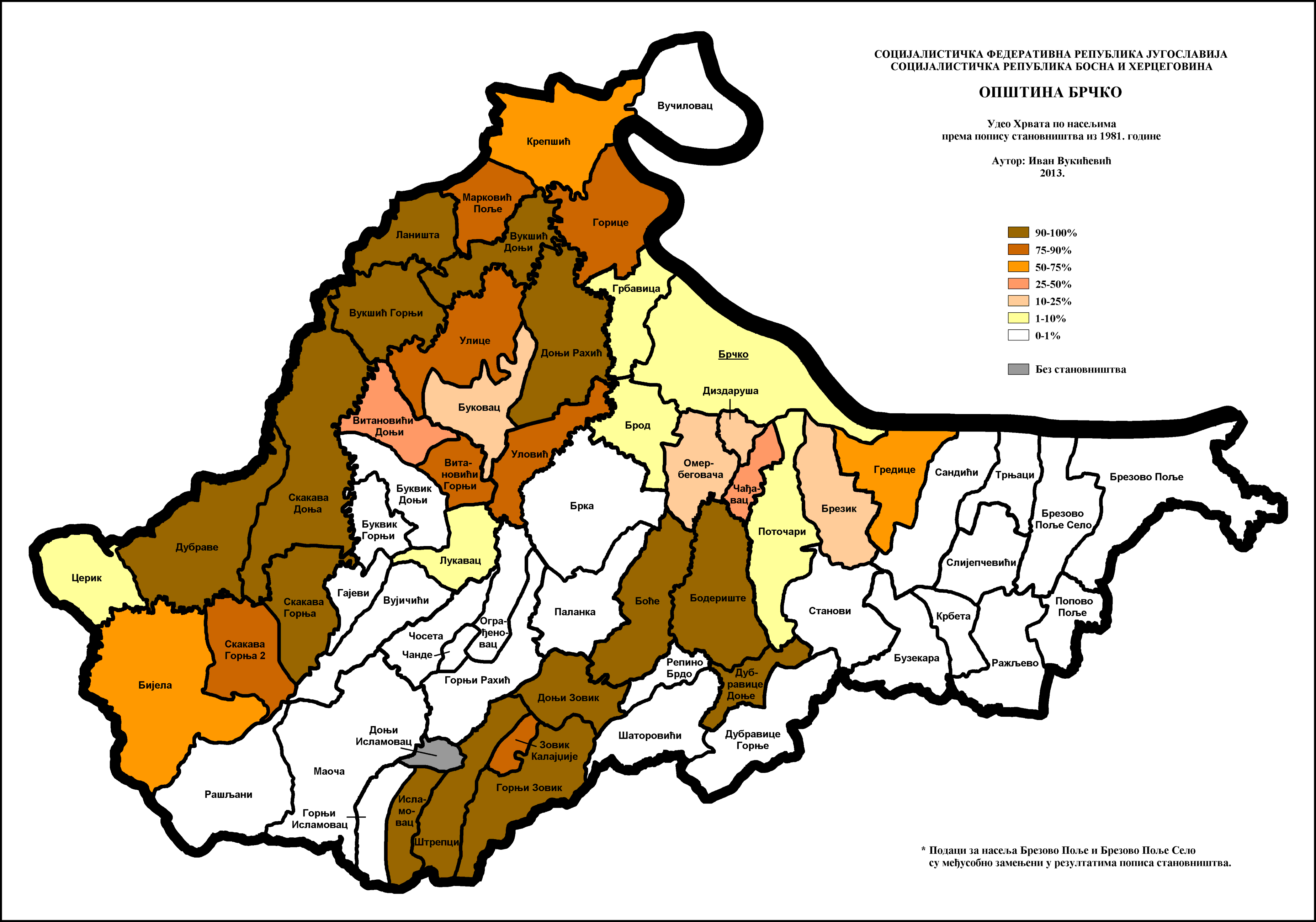
Odsetek Chorwatów w Brčku według osadnictwa 1981
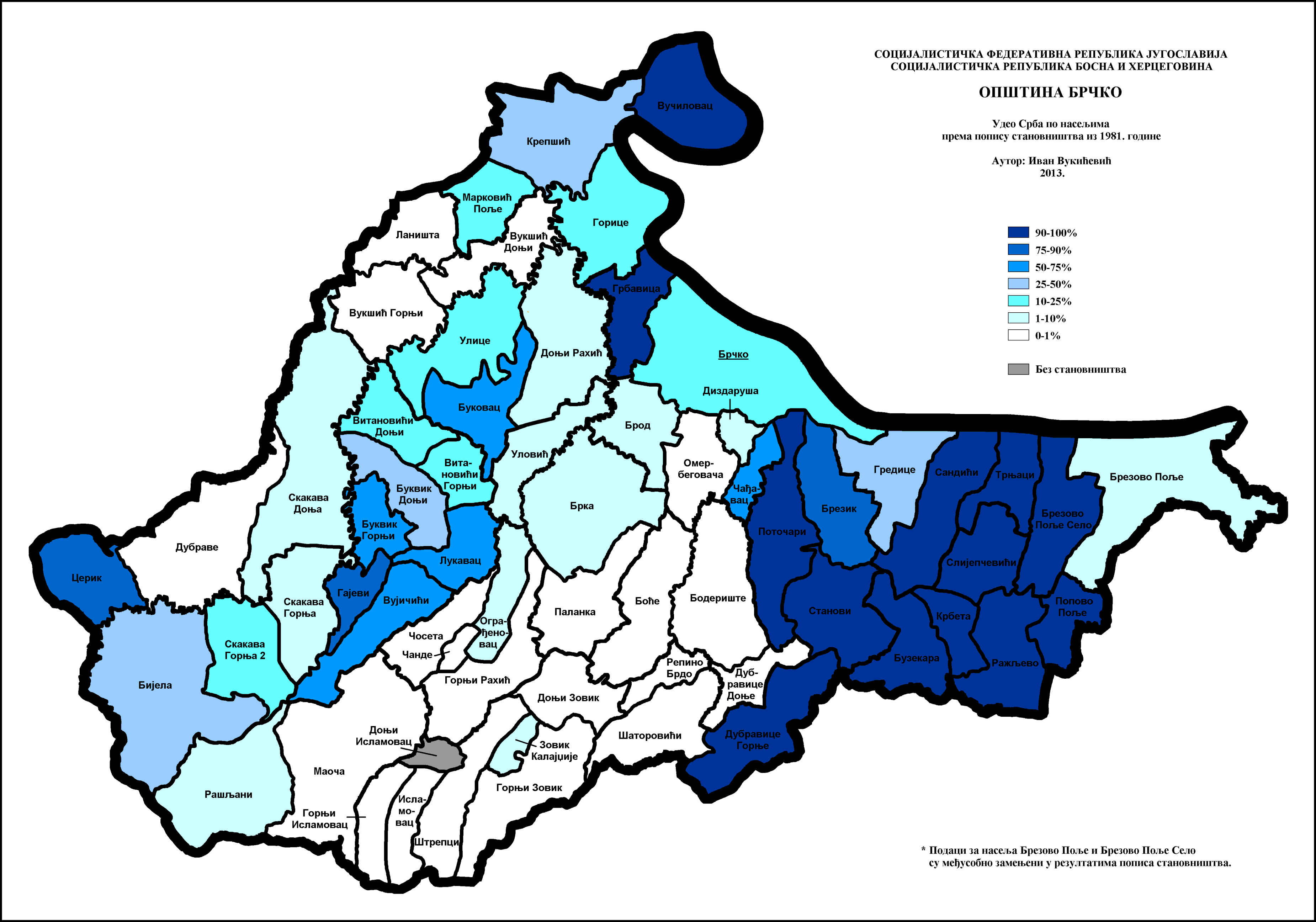
Odsetek Serbów w Brczku według osadnictwa 1981

spis ludności z 1991 r

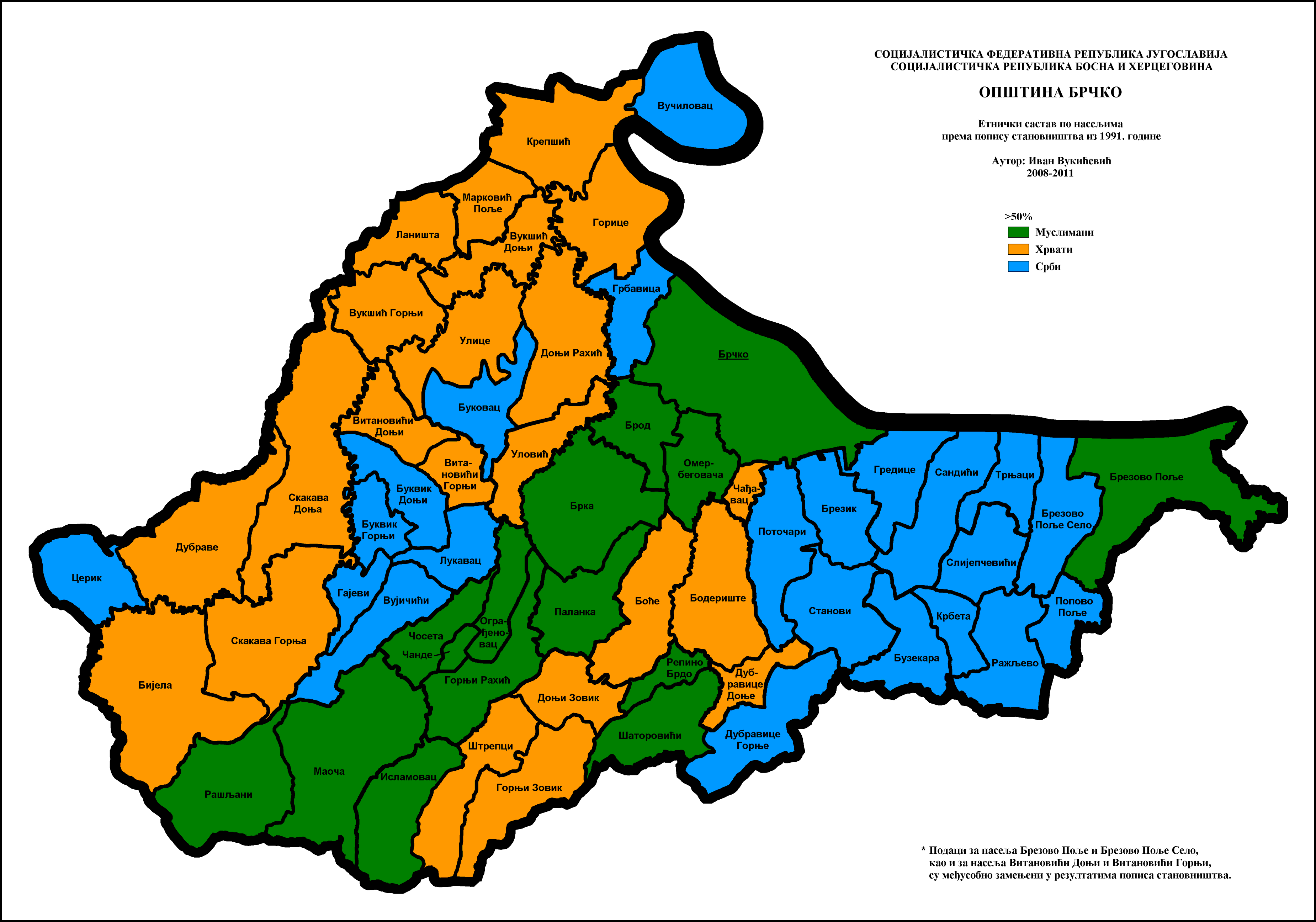
Struktura etniczna Brcko według osadnictwa 1991
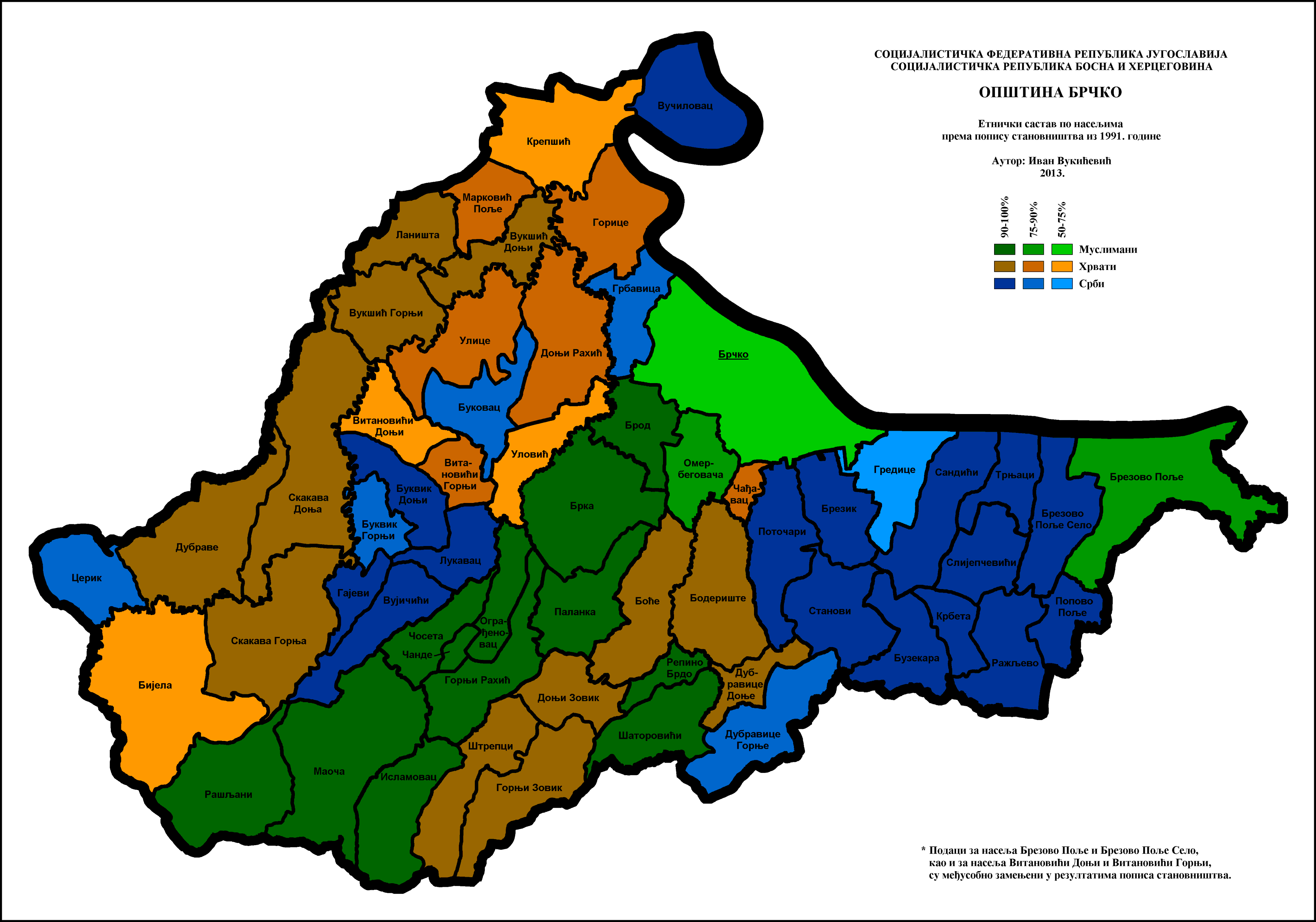
Struktura etniczna Brcko według osadnictwa 1991
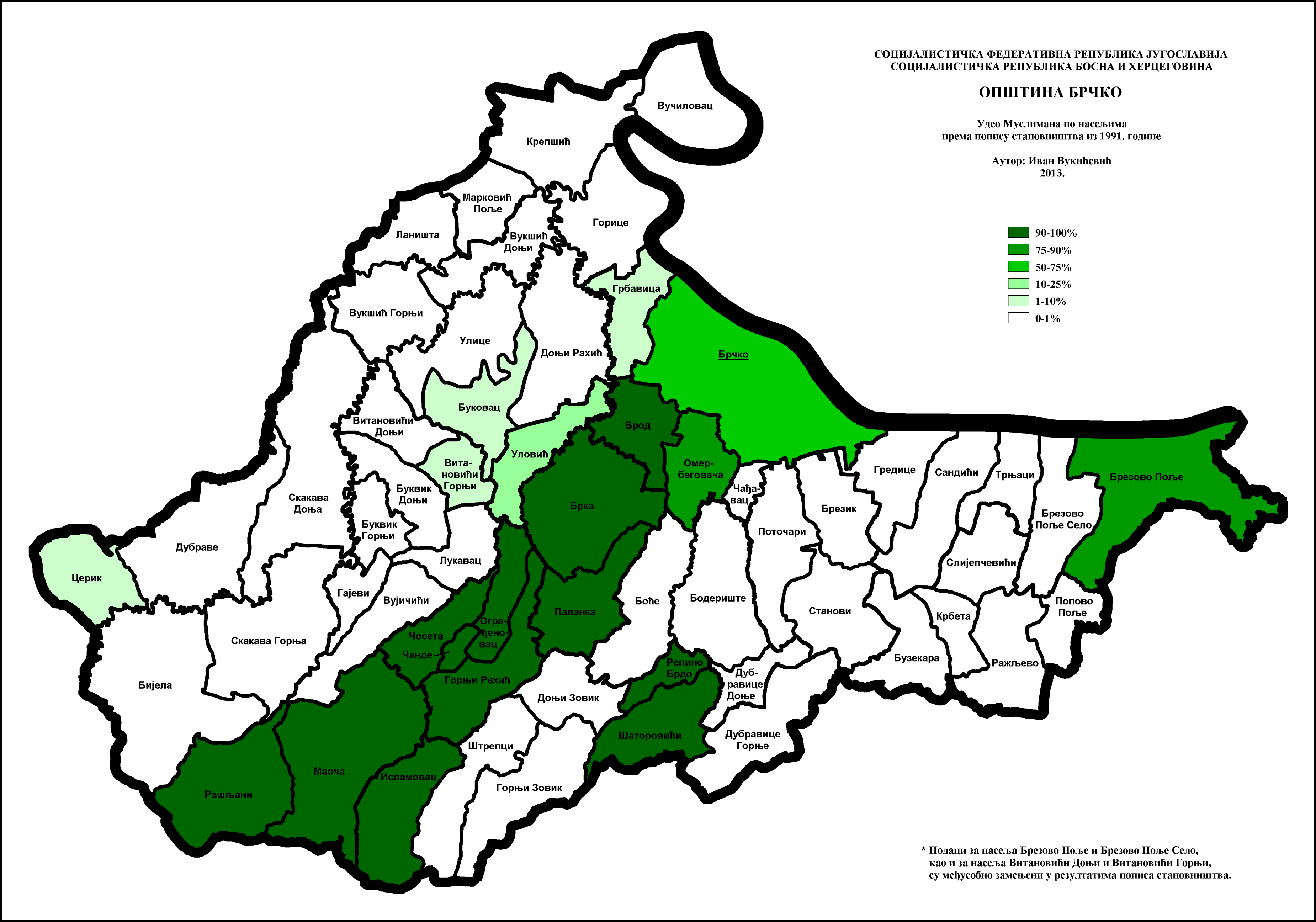
Odsetek Bośniaków w Brčku według osadnictwa 1991
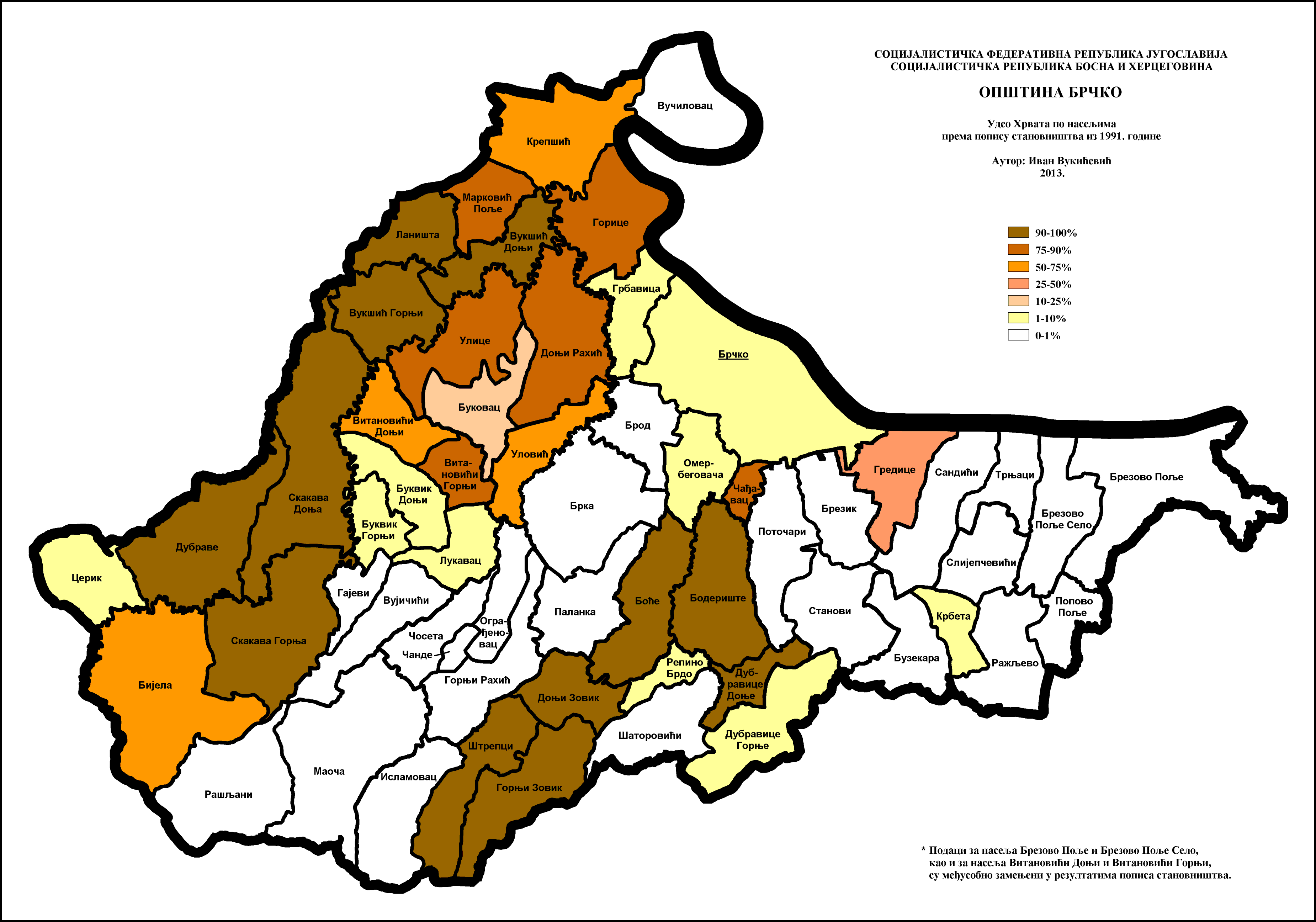
Odsetek Chorwatów w Brčku według osadnictwa 1991
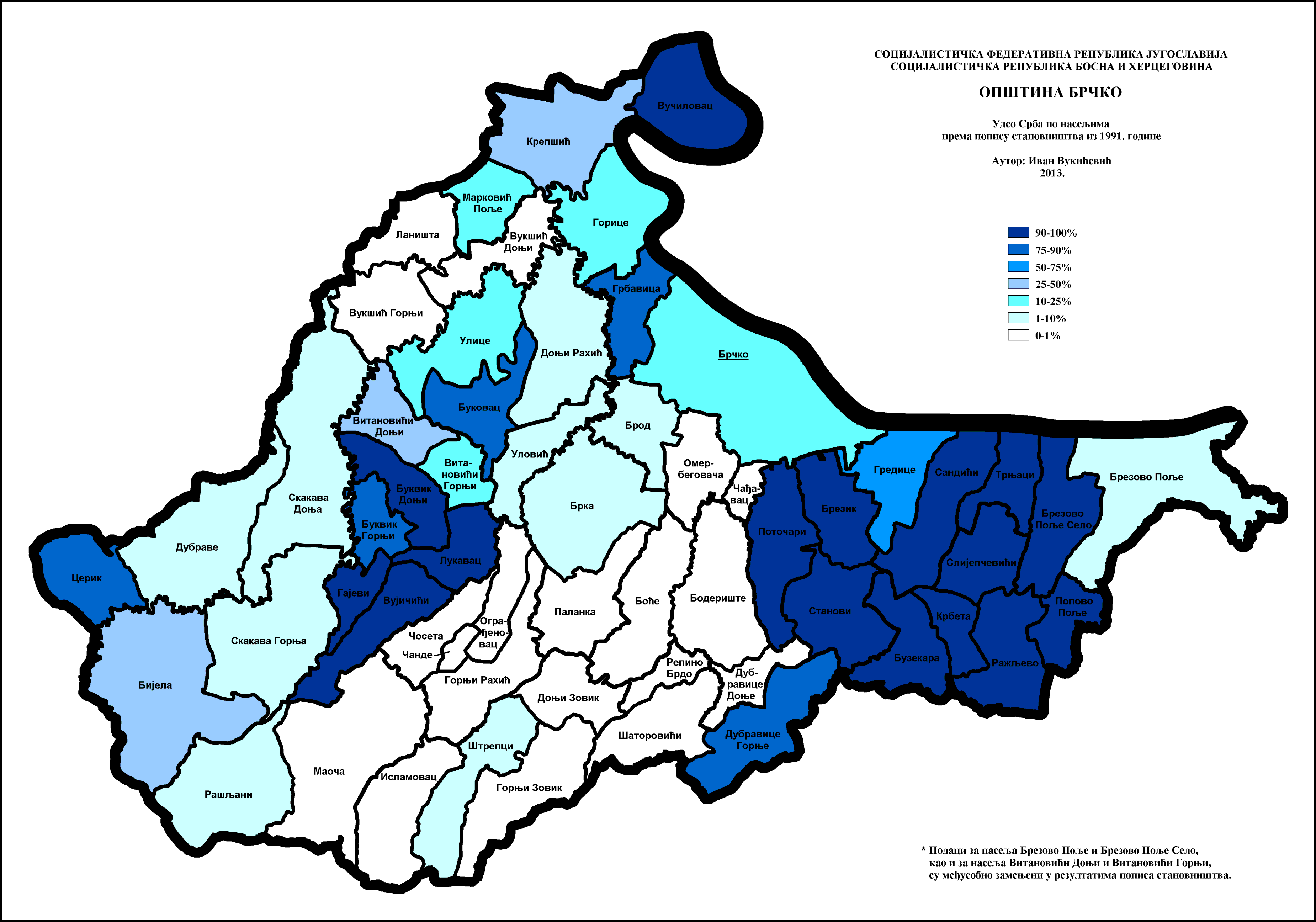
Odsetek Serbów w Brczku według osadnictwa 1991

spis ludności z 2013 r

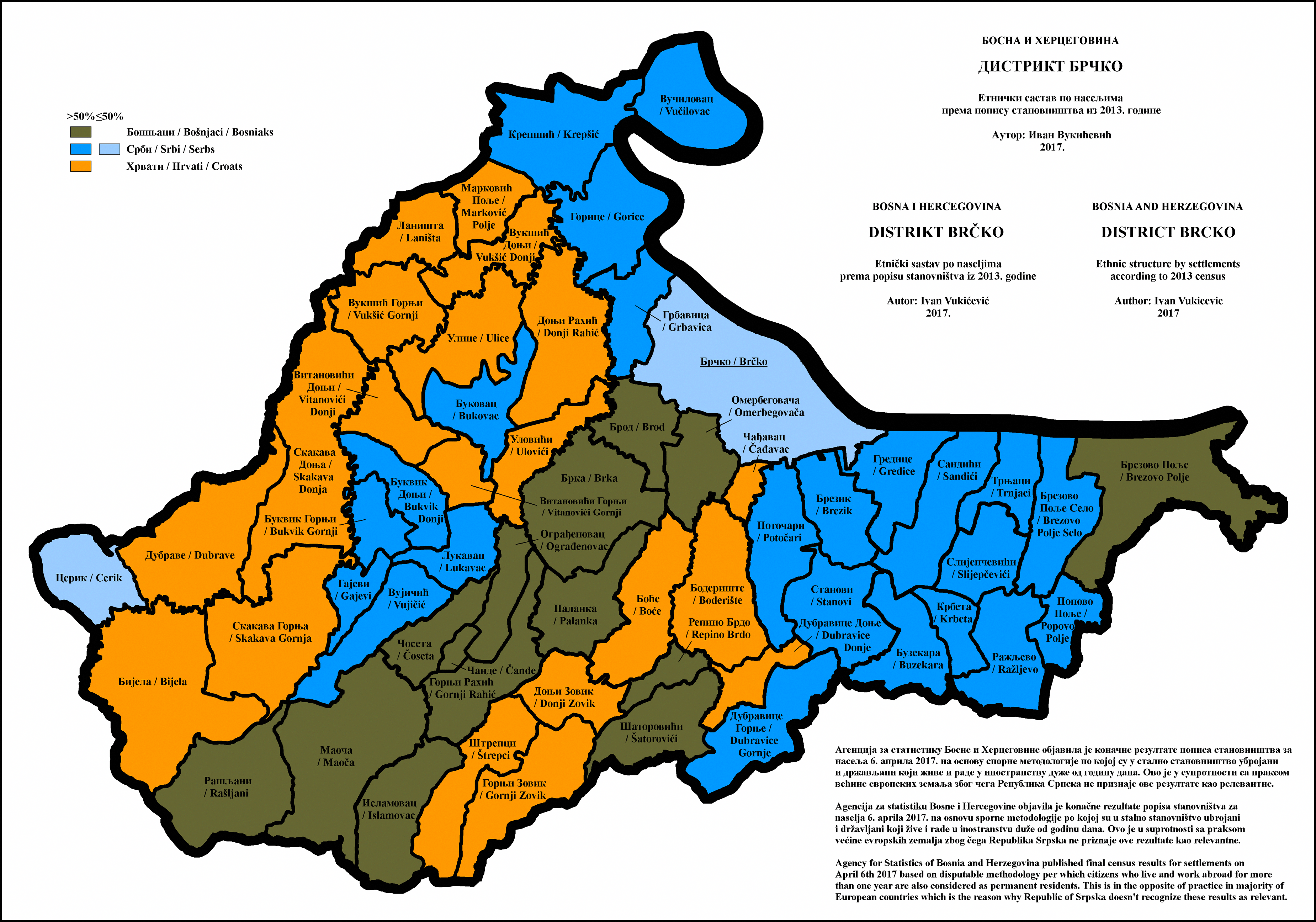
Struktura etniczna Brcko według osadnictwa 2013
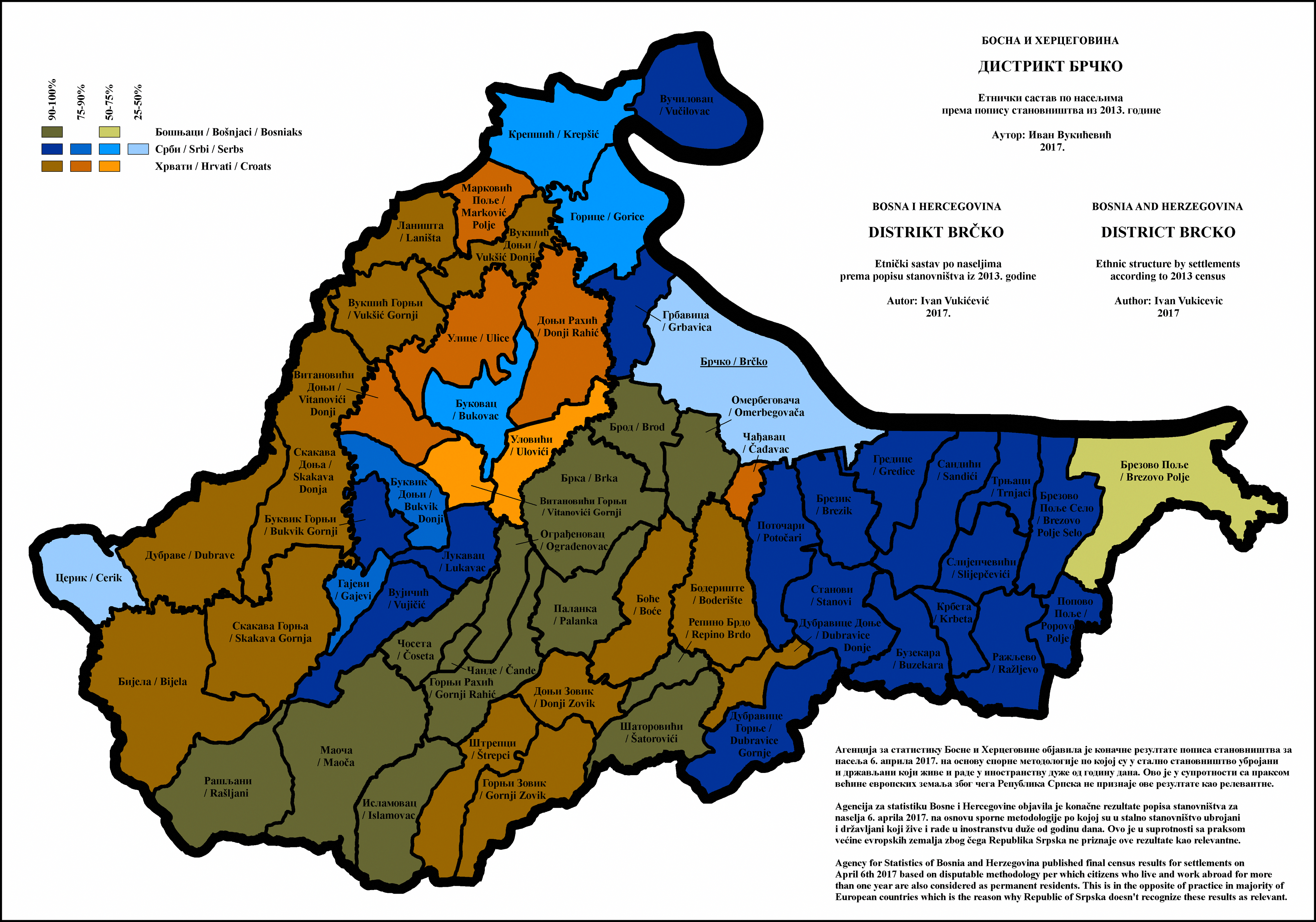
Struktura etniczna Brcko według osadnictwa 2013
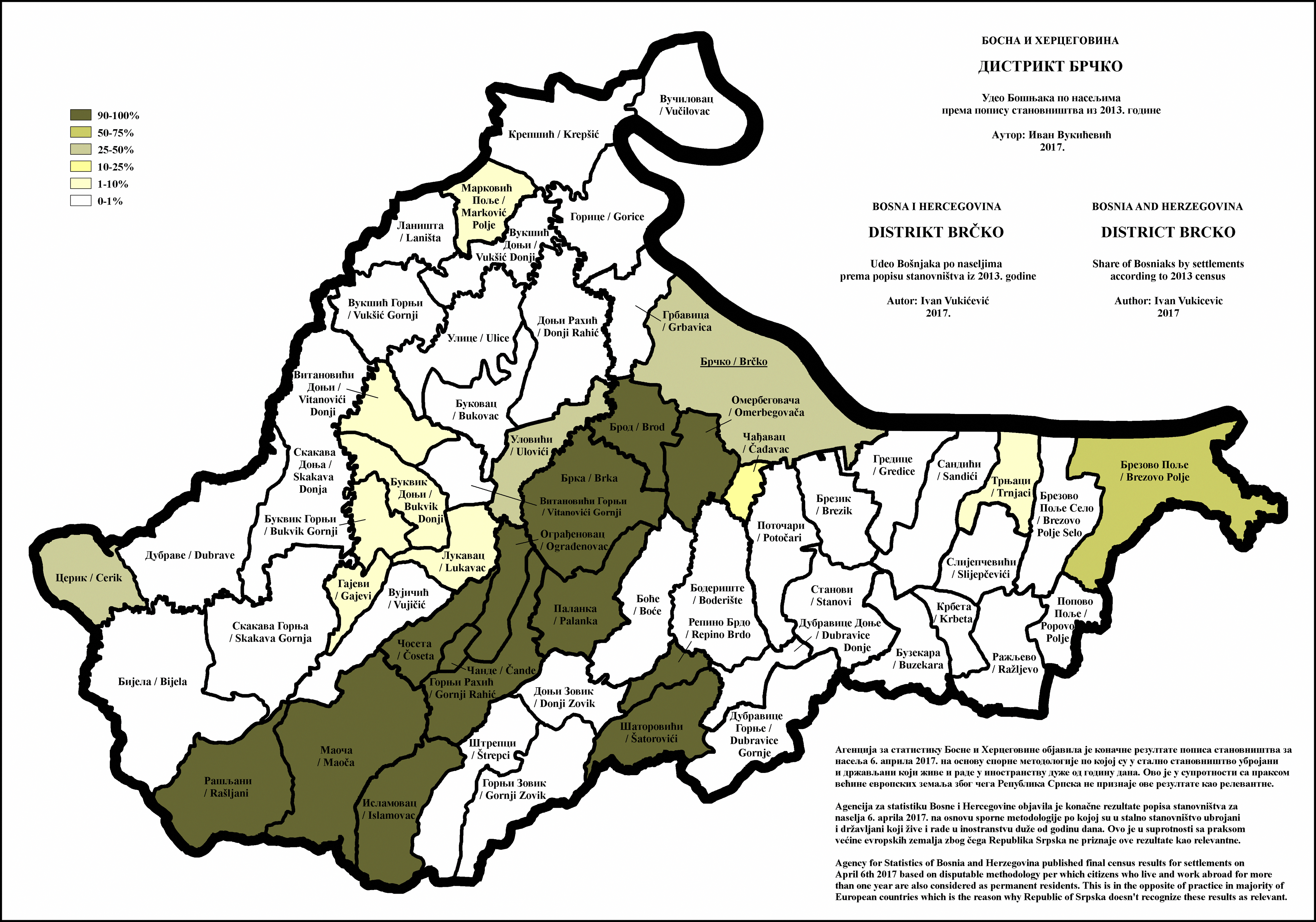
Odsetek Bośniaków w Brčku według osadnictwa 2013
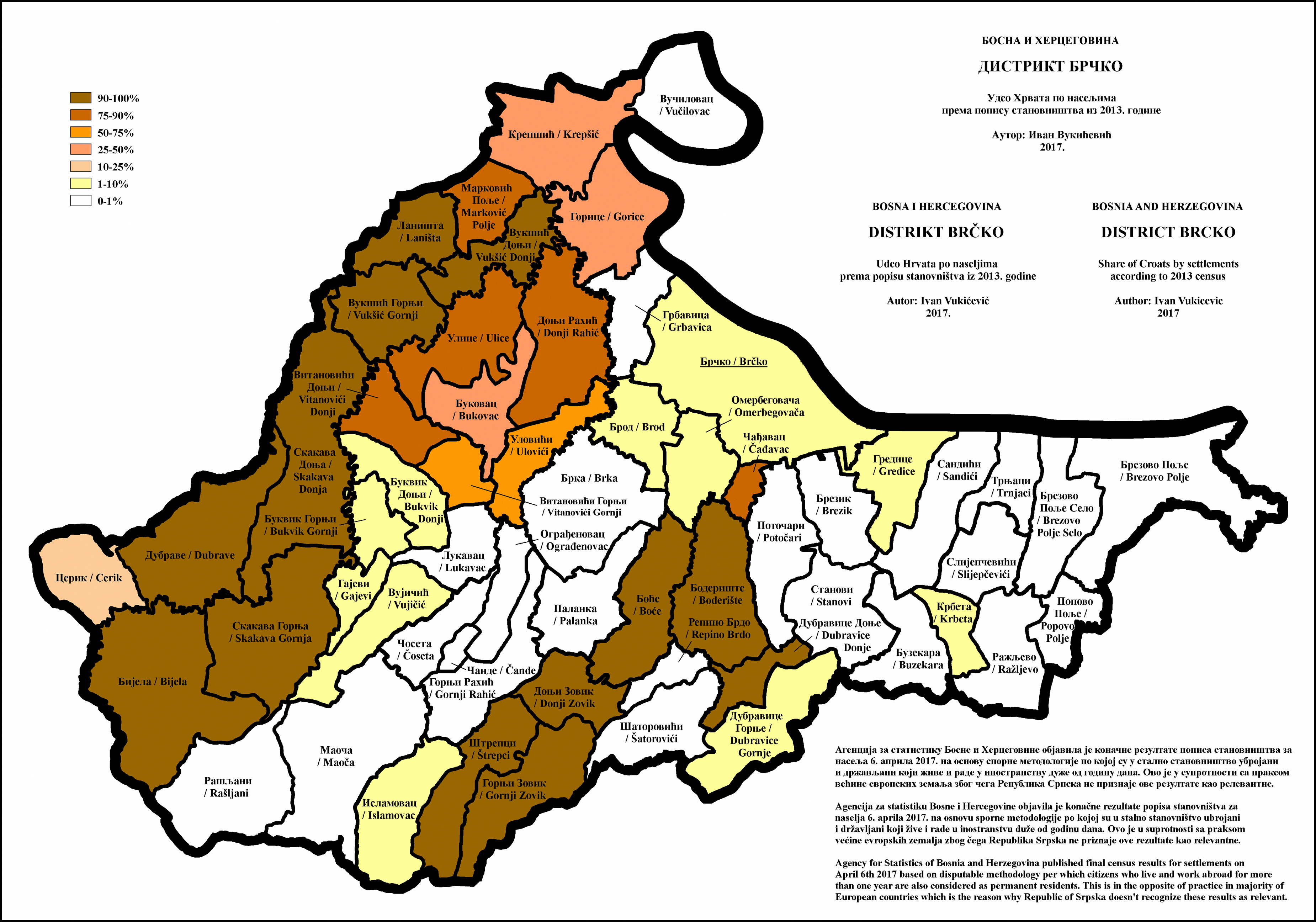
Odsetek Chorwatów w Brčku według osadnictwa 2013
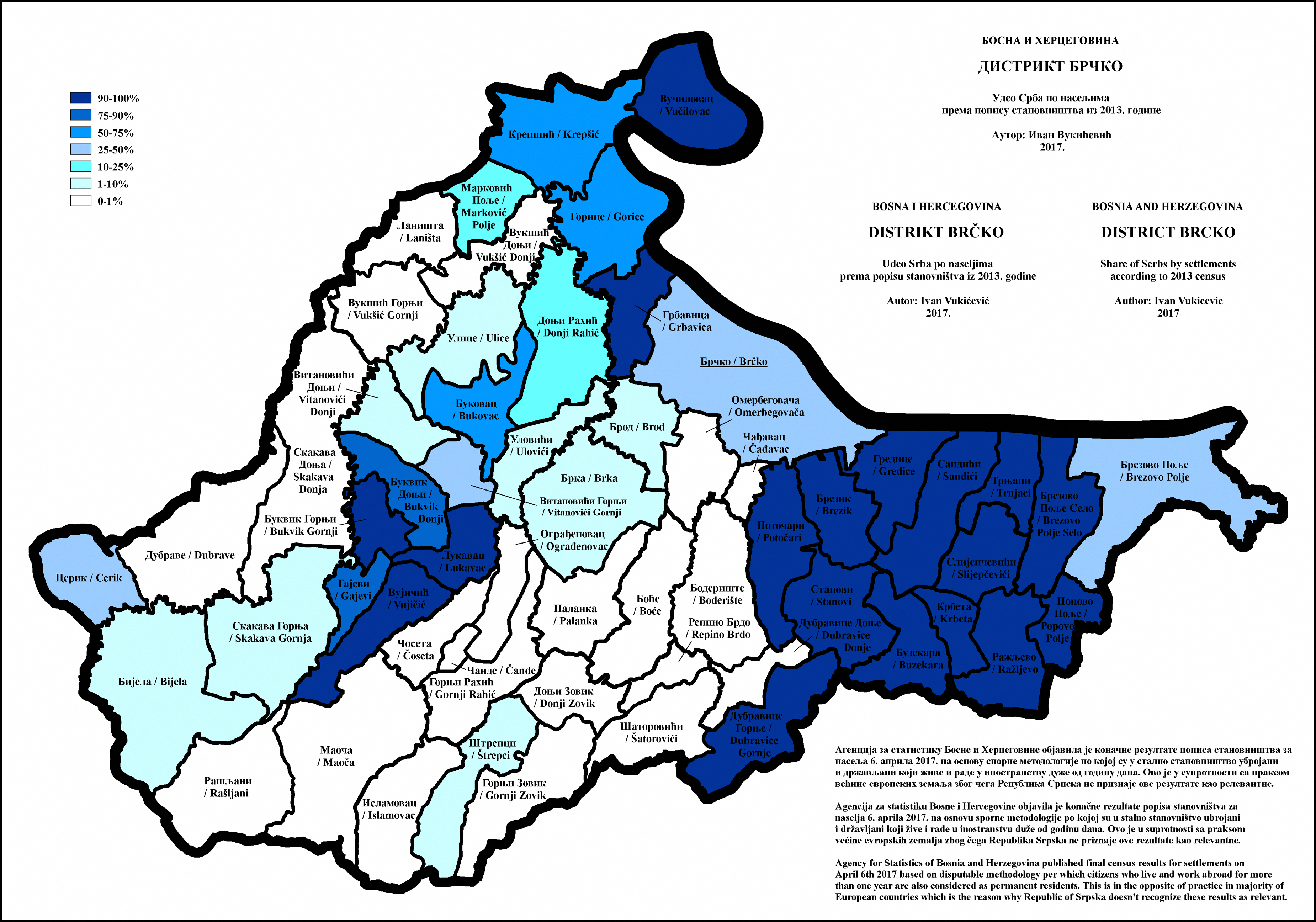
Odsetek Serbów w Brčku według osadnictwa 2013

## Rząd i polityka
W Zgromadzeniu Dystryktu Brczko jest 29 miejsc. Miejsca są przydzielane dla każdej ze stron w następujący sposób:
- 6 miejsc w Demokratycznej Partii Serbii
- 5 mandatów z Partia Socjaldemokratyczna
- 4 mandaty z Partia Akcji Demokratycznej
- 3 miejsca w Chorwackiej Unii Demokratycznej
- 3 mandaty z Partii dla Bośni i Hercegowiny
- 2 miejsca w Sojuszu Niezależnych Socjaldemokratów
- 2 mandaty z Chorwackiej Partii Ludowej
- 2 mandaty z Socjalistycznej Partii Republiki Serbskiej
- 1 miejsce z Partia Demokratyczna
- 1 wolne miejsce na kandydata niezależnego

Według pochodzenia etnicznego:
- 13 bośniacki
- 11 Serbowie
- 5 chorwacki

## Nadzorcy
1. Robert William Farrand, 7 marca 1997 – 2 czerwca 2000
2. Gary L. Matthews, 2 czerwca 2000 – 14 marca 2001
3. Niemcy Gerhard Sontheim, 14 marca 2001 – 20 kwietnia 2001 (tymczasowo)
4. Henry Lee Clarke, 20 kwietnia 2001 – 1 października 2003
5. Niemcy Gerhard Sontheim, 1 października 2003 – 16 stycznia 2004 (tymczasowo)
6. Susan Rockwell Johnson, 16 stycznia 2004 – 1 października 2006
7. Stany Zjednoczone Raffi gregoriański, 1 października 2006 – 2 sierpnia 2010
8. Niemcy Gerhard Sontheim, 2 sierpnia 2010 – 22 września 2010 (tymczasowo)
9. Roderick Moore, od 22 września 2010

## Znane osoby
- Edo Maaika – raper
- Mladen Petrić – chorwacki piłkarz
- Vesna Pisarović – piosenkarka popowa
- Lepa Brena – piosenkarz
- Edvin Kanka Čudić – obrońca praw człowieka z Bośni
- Anil Dervišević – właściciel klubu siatkówki „Denver-Area”, trener kobiecej drużyny siatkówki Bośni i Hercegowiny
- Jenana Šeganović – pianista
- Anton Maglik – chorwacki piłkarz
- Jasmin Imamović – polityk
- Nataša Vojnović – model serbski
- Mato Tadić – sędzia

- Brankica Mihajlović – serbska siatkarka, mistrzyni świata i Europy, srebrna medalistka Letnich Igrzysk Olimpijskich 2016
- Ines Janković – serbski projektant mody
- Nikola Kovač – zawodowy gracz Counter-Strike: Global Offensive

## Współpraca
- Mostar, Bośnia i Hercegowina